# Just Qvigstad
Just Knud Qvigstad, född den 4 april 1853 i Lyngens kommun, Tromsø amt, död den 15 mars 1957 i Tromsø, var en norsk språkforskare och etnograf, specialist på finsk-ugriska och samiska språk.

## Biografi
Qvigstad tog 1874 språkvetenskaplig och 1881 teologisk ämbetsexamen. Han var 1878–1910 anställd vid Tromsø lærerskole, från 1883 som föreståndare, från 1902 med titeln rektor. Mellan den 2 februari 1910 och den 20 februari 1912 var han kyrko- och undervisningsminister i Wollert Konows regering, varefter han återgick till sitt rektorat, där han var kvar till 1920. 
Qvigstad var etnograf och kännare av finsk-ugriska och samiska språk. Han vann internationellt rykte genom sina vetenskapliga arbeten om samiskt språk och kultur. Folkloristiskt intressant är hans tillsammans med Georg Sandberg insamlade och bearbetade Lappiske eventyr og folkesagn (1887). Qvigstads språkvetenskapliga huvudverk är Nordische Lehnwörter im Lappischen (i Kristiania videnskabsselskabs skrifter 1893–1894). 
I Trondhjems videnskabsselskabs skrift publicerade han Kildeskrifter til den lappiske mytologi I. (1904) och – efter ett manuskript av samemissionären Isaac Olsen från början av 1700-talet – II. Om lappernes vildfarelser og overtro (1911). Av hans mycket omfattande produktion kan även nämnas Lappiske eventyr og sagn (4 band 1927–1929; ett urval utgivet som Samiske beretninger, 1997) och De lappiske stedsnavn i Finnmark og Nordland fylker (1938).
Åren 1905–1910 var Qvigstad sakkunnig i en rad frågor i samband med den mellan Sverige och Norge rådande tvisten om utsträckningen av de svenska flyttsamernas tillträde till renbeten på norskt område (den så kallade "renbetesfrågan"), och han gav som sådan, tillsammans med professor K.B. Wiklund i Uppsala, ut samlingen Dokumenter angående flyttlapparna (2 band, svenska och norska upplagor, 1909). 
Tillsammans med Magnus Olsen gav Qvigstad 1924 ut band 18 av Norske Gaardnavne (Finnmark), där han särskilt behandlade det samiska och finska namnstoffet. Till hans 90-årsdag instiftade Tromsø museum priset Rektor J. Qvigstads gullmedalje. Han tog aktivt del i missionsverksamhet och humanitärt arbete för de norska samerna och hade stor del i översättningen och utgivningen av den norsk-samiska Bibeln och psalmboken.
År 1941 utnämndes han till hedersledamot av Finska Vetenskapsakademien.